# Смирнов Володимир Михайлович
Володи́мир Миха́йлович Смирно́в (7 листопада 1927, місто Кам'янець-Подільський, тепер Хмельницької області — 1 квітня 1986, місто Кам'янець-Подільський) — перший секретар Кам'янець-Подільського райкому Комуністичної партії України (1970—1986). Депутат Верховної Ради УРСР 9—10-го скликань. Кандидат економічних наук.

## Біографія
Народився в родині службовця. У 1944—1947 роках служив у лавах Радянської армії.
Закінчив Кам'янець-Подільську торгово-кооперативну школу, працював у системі споживчої кооперації. З 1948 року — старший інструктор Деражнянської райспоживспілки, старший інструктор-ревізор, головний бухгалтер, голова правління Смотрицької райспоживспілки Кам'янець-Подільської області.
Член КПРС з 1952 року.
У 1955—1958 роках працював секретарем Смотрицького районного виконавчого комітету, головою районної планової комісії, заступником голови виконавчого комітету Смотрицької районної ради депутатів трудящих Хмельницької області. У 1958—1963 роках — голова районної планової комісії, заступник голови виконавчого комітету Кам'янець-Подільської районної ради депутатів трудящих Хмельницької області.
Освіта вища. У 1959 році заочно закінчив Київський фінансово-економічний інститут, у 1969 році закінчив Київський інститут економіки і організації сільського господарства.
Від 1963 року на партійній роботі. У 1963—1965 роках — заступник секретаря партійного комітету Кам'янець-Подільського районного виробничого колгоспно-радгоспного управління Хмельницької області.
У 1965—1970 роках — 2-й секретар, у 1970—1986 роках — 1-й секретар Кам'янець-Подільського районного комітету КПУ Хмельницької області.
Обирався делегатом 25-го, 27-го з'їздів КРПС, 24-го, 26-го з'їздів КПУ.

## Нагороди
- орден Жовтневої Революції (.12.1973)
- два ордени Трудового Червоного Прапора
- орден «Знак Пошани»
- Вітчизняної війни 2-го ступеня
- медалі